# Philippe Lejoncour
Philippe Le Joncour né le 12 novembre 1956 à Quimper est un athlète français, spécialiste des épreuves de sprint,,,.Issu principalement du sport scolaire, il obtient pour l'Union Générale Sportive de l'Enseignement Libreplusieurs titres de champion de France.

## Biographie
Ainsi en 1973 à Lyon deux titres de champion de France: 100 m cadet en 10 s 8 et 200 m cadet en 21 s 8 (record de France), en 1974 à Colombes, deux nouveaux titres de champion de France: 100 m junior en 10 s 5 (record de France) et 200 m junior en 21 s 5 (record de France).
Par ailleurs, il obtient au titre de la Fédération française d'athlétisme, plusieurs titres de champion de France et de vice champion de France des 100 m et 200 m  dans les catégories cadets, juniors et espoirs entre 1973 et 1978.
Ainsi en 1973, il devient champion de France cadet du 200 m au stade Yves Du manoir à Colombes, puis en 1974 pour sa première année chez les juniors, il prend la deuxième place sur 100 m et 200 m ce qui le sélectionne pour la rencontre triangulaire junior France-Bulgarie-Italie sur 100 m et 4 × 100 m organisée à Dignes les bains au cours de laquelle il termine deuxième du 100 m en 10 s 4 et remporte avec ses coéquipiers le 4 × 100 m en 40 s 5
En 1975 , il redevient vice champion de France junior sur 100 m en 10 s 56.
En 1977, il participe sur 100 m à ses premiers championnats de France senior à Nevers, éliminé sur 100 m en demi-finale, il est cependant sélectionné aux matchs internationaux espoirs sur 100 m et 4 × 100 m à Madrid pour Espagne-France-Italie et à Vittel pour France-Suède au cours de laquelle, il remporte avec ses coéquipiers le 4 × 100 m en 40 s 79.
Après avoir remporté les critériums nationaux sur 200 m à Colombes,Il réussit en 1978 le doublé 100 m-200 m lors du match Allemagne-France espoirs  à Heidenheim devançant notamment Werner Bastians qui fût champion d'Europe junior sur ces distances en 1975 à Athènes.
Par ailleurs en 1978, il obtient avec le Stade Rennais athlétisme, le titre de champion de France interclub (nationale 2) à Colombes.
En 1979, après une seconde place sur 100 m aux championnats de France universitaire à Charléty. Il remporte le titre du 100 mètres  en 10 s 35 centièmes lors des championnats de France  à Orléans.
Cette même année, il remporte la médaille de bronze du 100 m des Jeux méditerranéens, à Split et celle d'argent au relais  quatre fois 100 m et  prend également la cinquième place de la finale Bruno Zauli (coupe d'Europe des nations) sur 100 m en 10 s 44 centièmes  au stadio communale de Turin.
En 1980, lors du stage préparatoire aux JO de Moscou organisé aux États-Unis, il prend la troisième place du "Mount Sac Relays" à Walnut (États-Unis) sur 100 m en 10"29 centièmes, derrière Harvey Glance et Carl Lewis , devançant Dwayne Evans qui termina troisième aux JO de Montréal sur 200 m et la seconde place au relais quatre fois 100 m en 39 s 45.
Il se blesse à quelques jours des épreuves de sélection pour les JO de Moscou.
Cependant retenu uniquement sur 100 m par Jean Poczobut (directeur technique national) pour Moscou, il ne participe pas s'estimant à court de préparation.
En 1981, il bat la meilleure performance  française du 50 m indoor à Grenoble en 5"76 centièmes, termine deuxième des championnats de France en 5 s 77 centièmes  et prend  la cinquième place sur la même distance aux championnats d'Europe en 5"79 centièmes.
Au printemps 1981, pour sa première compétition, il remporte le meeting de Lisbonne sur 100 m en 10 s 3. Lors de la saison estivale, il termine deuxième du  100 m  des championnats de France à Mulhouse en 10 s 38 centièmes et participe au relais quatre fois 100 m en coupe d'Europe des nations en prenant, la première place de la finale B à Athènes en 39 s 21 centièmes , la deuxième place lors de la demi finale organisée au stadium nord de Villeneuve-d'Ascq en 39 s 09  puis la troisième place en finale A à Zagreb en 38 s 83 associé à Herman Panzo, Bernard Petitbois et Antoine Richard.
Sélectionné aux championnats du monde universitaire (Universiades) à Bucarest, il prend la septième place au 100 m en 10"51 centièmes et la troisième au relais quatre fois 100 m en 39"50 centièmes associé à Aldo Canti, Stéphane Adam et Gabriel Brothier.
Au printemps 1982 , il participe au 400 m du meeting "Mémorial  Marie Perrine" organisé à Fort de France, il prend la deuxième place en 46 s 7 centièmes juste derrière le Canadien  Desai William.
La même année lors de la saison estivale,après avoir remporté le 100 m en 10 s 43 centièmes  du meeting de sélection à Antony il est vainqueur au 100 m et relais quatre fois 100 m des matchs internationaux  Suisse -France-Suède organisé à Lausanne et  France - Bulgarie-Hongrie organisé à Arles. Il devient également champion de France universitaire du 200 m  en 21 s en devançant Gabriel Tiacoh qui deviendra vice champion olympique du 400m en 1984 à Los Angeles.
En 1983, il devient vice champion de France indoor du 200 m et est  sélectionné pour les matchs internationaux  sur 200 m Angleterre-France à Cosford et Espagne-France à Valence.
Sa carrière s'arrête brutalement et prématurément  en mai 1983 à cause d'une grave pubalgie.
À la suite du mauvais résultat obtenu sur 200 m aux championnats de France en 1978 à Charléty (4e en 21"49 avec vent défavorable de 2 m/s) il choisit de se concentrer uniquement  sur le 100 m à partir de 1979 et jusqu'à la fin de saison 1981 pour les compétitions majeures.
En conséquence et à l'exception du 10 s 29 centièmes réalisé  à Walnut aux États-Unis avec vent favorable (+2,78 m/s), il réussit  sur 100 m entre 1979 et 1982, 11 performances  échelonnées de 10"29 centièmes à 10''47 centièmes et 21 performances échelonnées de 10''50 centièmes à 10 s 58 centièmes dans des conditions régulièresEn conséquence, il obtient entre 1975 et 1983, une moyenne de 10''49 sur ses 30 meilleurs 100m.
Il compte 15 sélections en équipe de France A dont 6 victoires sur 100 m et quatre fois 100 m  et 5 sélections en équipe de France junior et espoir dont 4 victoires sur 100 m, 200 m et 4X100m.
Sur le plan des études, Il obtient le baccalauréat "philosophie et lettres " en 1975, puis poursuit des études en éducation physique au CREPS de Dinard puis à L'Institut National du Sport de l'Expertise et de la Performance de Paris.
Il est professeur de sports, diplômé de l'Institut National du Sport de l'Expertise et de la Performance de Paris , spécialisé en ingénierie de formation.
Sur le plan professionnel, il s'investit dans les formations conduisant aux métiers du sport. En conséquence, il intervient en tant que formateur en sciences biologiques au titre du Service Public Régional  de Formation de Bretagne pour les "parties  communes" des Brevets Etat  Educateurs Sportifs du 1er et 2e degré et ce en relation avec le CREPS puis le Campus de l'Excellence Sportive de Dinard.
Par la suite il devient coordonnateur régional des formations conduisant à l'obtention du brevet professionnel des activités de la natation, puis président de jury et coordonnateur régional des  formations conduisant à l'obtention  des brevets professionnels  mention activités physiques pour tous et sports collectifs et du DE tennis.

### Palmarès
- Championnats de France d'athlétisme :
  - Champion de France cadet du 200 m en 1973 à Colombes. (21''8)
  - Vice Champion de France junior des 100 m et 200 m en 1974 à Colombes. (10''4 et 21''5)
  - Vice Champion de France junior du 100 m en 1975 à Paris Charléty .(10''56)
  - Champion de France espoir du 200 m en 1978 à Colombes. (21''48)
  - Vice champion de France espoir du 100 m en 1978 à Colombes (10''63)
  - Champion de France universitaire 4X1tour indoor  en 1979 à Grenoble. (1'22''9)
  - Vice Champion de France universitaire  du 100 m en 1979 à Paris Charléty. (10''57)
  - Vice Champion de France universitaire du 4x100M en 1979 à Paris Charléty (41''59)
  - Champion de France du 100 m en 1979 à Orléans.(10''35)
  - Vice Champion de France du 100 m en 1981 à Mulhouse.(10''38)
  - Vice champion de France du 50 m indoor en 1981 à Grenoble.(5''77)
  - Champion de France universitaire du 200 m en 1982 à Paris Charléty. (21'')
  - Vice Champion de France du 200 m indoor en 1983 à Paris INSEP.(21''70)[23]
  - Compétitions internationales:
  - 1979: Second au 100 M : Demi finale Coupe Europe à Genève (10"53) (-1,40 m)
  - 1979: Cinquième au 100 M : Finale Coupe Europe àTurin (10"44) (+1,30 m)
  - 1979: Troisième au 100 M : Jeux méditerranéens à split (10"56) (-2,00 m)
  - 1979: Second  au relais quatre fois 100 M : Jeux méditerranéens à Split (39"98)
  - 1981: Cinquième au  50 M indoor aux Championnats Europe à Grenoble (5"79)
  - 1981: Second au relais  quatre fois 100 M : Demi finale Coupe Europe à Lille (39"09)
  - 1981: Vainqueur au relais quatre fois 100 M: Finale B  Coupe Europe à Athènes (39"21)
  - 1981: troisième  au relais quatre fois 100 M : Finale Coupe Europe à Zagreb (38"83)
  - 1981: Septième au 100 M : Championnats du monde universitaire à Bucarest (10"51) (- 0.45m)
  - 1981: troisième au relais quatre fois 100 M : Championnats du monde universitaire à Bucarest (39"50)
  - Meetings internationaux:
  - 1978; Second 200 m en 20''9 au meeting de Saumur (+1.50m)
  - 1979: Victoire sur 200 m en 21''13 au meeting Angers.
  - 1980: Finaliste sur 60m au meeting de Milan en 6''81.
  - 1980: Troisième au 100 m au Mount Sac Relays  à Walnut (USA) (10"29) (+2.78 m)
  - 1980; Second au relais quatre fois 100 m au Mont Sac Relays à Walnut (USA) (39"45)
  - 1980: Cinquième au 100 m à la Bruce Jenner Classic à San José (USA) (10"57) (+1.55 m)
  - 1980: Troisième au relais quatre fois 100 m à la Bruce Jenner Classic à San José (USA) (39"64)
  - 1980: Participation au meeting de Berlin Est (Olympicher Tag) sur 100 m en 10''40.
  - 1981; Second sur 60m au meeting de Vittel en 6''76.
  - 1981: 1er sur 100 m au meeting de Lisbonne en 10''3 (+1,80m)
  - 1981: Second au relais quatre fois 100 m au relais Jacques Cœur  à Bourges (39"17)
  - 1981: Finaliste sur 100 m aux Jeux de la Guadeloupe à Pointe à Pitre en 10''53 (+1,50m).
  - 1981: Second au relais quatre fois 100 m aux Jeux de la Guadeloupe à Pointe à Pitre (39"43)
  - 1982: Second Mémorial Marie Perrine au 400  à Fort de France 46"84
  - 1982: Participation sur 200 m au Mémorial Marie Perrine à Fort de France en 21''11 (+0.20m)
  - 1982: 1er 4X100m pour France-Hongrie en 39''54 au meeting de Brest

### Records[24]
- 100 m: 10"35 en 1979 à Orléans.
- 100 m (VF) 10''29 en 1980 à Walnut
- 200 m : 20"91 en 1982 à Antony.
- 400 m : 46"84 en 1982 à Fort-de-France.
- Relais 4 × 100 m : 38"83 en 1981 à Zagreb.
- Relais 4X200m: 1'23'' en 1982 à Thonon les Bains
- 50 m (en salle) : 5"76 en 1981 Grenoble.
- 200 m (en salle) : 21''70 en 1983 à Paris (INSEP).